# Manuel Santillán (El león)
«Manuel Santillán (El león)» es una canción de 1992 de la banda de ska argentina Los Fabulosos Cadillacs, escrita por  Flavio Cianciarulo e incluida en el álbum El león. Esta es otra de sus canciones del repertorio de la banda más representativas y populares, logrando ser reconocida en toda Hispanoamérica, lo que les llevó a tener éxito internacional.

## Vídeo musical
El videoclip, se muestran a los integrantes de dicha banda en varias tomas de lugares y de personas caminando y a la banda cantando en vivo y a todo color la canción, al igual que en varios de sus vídeos musicales de igual manera.

## Premios y nominaciones
| Año  | Publicación | País | Lista                                 | Puesto |
| ---- | ----------- | ---- | ------------------------------------- | ------ |
| 2006 | Alborde     | EUA  | 500 canciones del Rock Iberoamericano | 307°   |